# Вижу цель
«Вижу цель» — двухсерийный художественный телефильм режиссёра Сурена Шахбазяна.

## Сюжет
Подполковник Клоков (Николай Олялин) руководит строительством объекта ПВО. При подготовке площадки под строительство обнаруживается, что на этом месте было древнее поселение. Николай Клоков решает взять ответственность на себя и перенести строительство в сторону, с тем, чтобы сохранить для археологов находку.

## В ролях
- Николай Олялин — Николай Иванович Клоков
- Юрий Критенко — Владимир Сурков
- Гиви Тохадзе — Арчил Асланов
- Нина Антонова — Варвара Николаевна Клокова
- Валентин Белохвостик — полковник Федотов (роль озвучил актёр Павел Морозенко)
- Алла Каштанова
- Галина Калашникова — Наталья, жена Гаркуши
- Юрий Прокофьев
- Людмила Чиншевая
- Сергей Подгорный — офицер Гаркуша
- Алексей Пархоменко

## Съёмочная группа
- Автор сценария: Александр Кульчицкий, Николай Фигуровский
- Режиссёр и оператор: Сурен Шахбазян
- Композитор: Евгений Станкович